# Herbert-Plateau
Das Herbert-Plateau ist ein Teilbereich des zentralen Hochplateaus des Grahamlands auf der Antarktischen Halbinsel. Es liegt zwischen dem Blériot- und dem Drygalski-Gletscher.
Erste Fotografien entstanden bei der Falkland Islands and Dependencies Aerial Survey Expedition (1956–1957). Der Falkland Islands Dependencies Survey (FIDS) zog diese Fotografien für eine Kartierung heran. Das UK Antarctic Place-Names Committee benannte das Plateau 1960 nach dem britischen Polarforscher Wally Herbert (1934–2007), der von 1956 bis 1957 für den FIDS als Assistenzlandvermesser auf der Station an der Hope Bay tätig war.